# Шкадов, Виктор Яковлевич
Виктор Яковлевич Шкадов (род. 21 октября 1935 года, д. Наумово, Западная область) — советский и российский механик и математик, работы которого относятся к гидромеханике, аэромеханике, вычислительной математике. Доктор физико-математических наук (1974).

## Биография

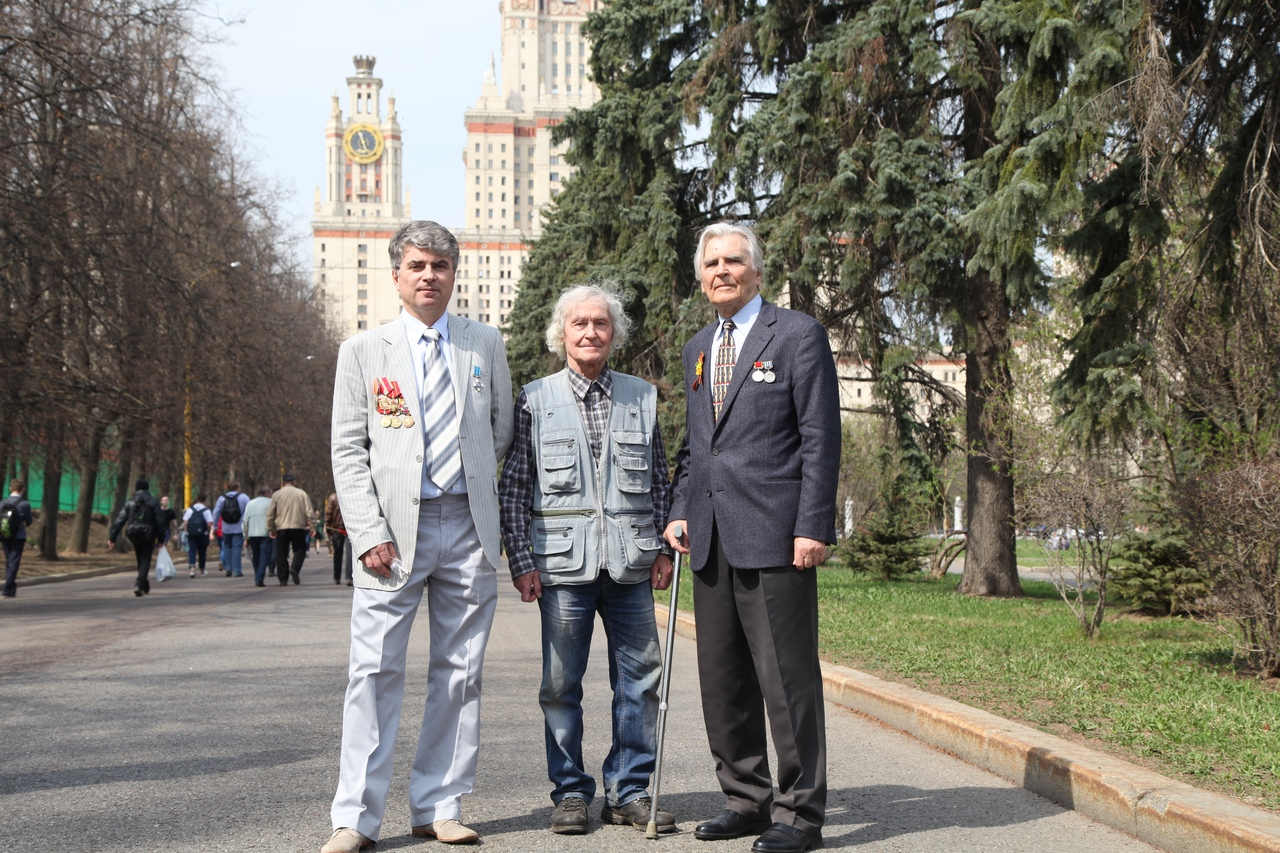
2019. На праздновании Дня Победы в МГУ

Во время Великой Отечественной войны ребёнком оказался на оккупированной территории, находился в концентрационном лагере, был освобождён Красной армией.
Среднюю школу окончил с золотой медалью. Окончил механико-математический факультет МГУ (1958). Ученик Г. И. Петрова. Тема кандидатской диссертации: «Пограничный слой с градиентом давления в потоке сжимаемой жидкости» (1963). Тема докторской диссертации: «Вопросы нелинейной гидродинамической устойчивости слоёв вязкой жидкости, капиллярных струй и внутренних течений» (1973).
В 1961—1973 годах работал в Институте механики МГУ, старший научный сотрудник. В 1974 году перешёл на механико-математический факультет МГУ, став заведующим лабораторией вычислительных методов механико-математического факультета (до 1979 года). Профессор кафедры аэромеханики и газовой динамики механико-математического факультета МГУ (с 1979 года).

## Научная деятельность
Научные исследования в области механики жидкости и газа, динамики вязких жидкостей, гидродинамической устойчивости, перехода к турбулентности, пограничного слоя, дозвуковых и трансзвуковых течений, течений с областями отрыва и с границами раздела, гравитационно-капиллярных течений с тепло-массопереносом, течений под воздействием электрических полей. Решил знаменитую проблему академика П. Л. Капицы о нелинейных периодических и уединённых волнах в стекающих плёнках. Создал теорию нелинейных волн в тонких движущихся слоях вязкой жидкости (плёнках).
Курсы лекций: «Гидроаэромеханика», «Теория пограничного слоя», «Теория гидродинамической устойчивости», «Течения вязкой жидкости со свободной поверхностью», «Численные методы газовой динамики и теплопереноса», а также «Вычислительные машины и программирование», «Численные методы для уравнений с частными производными», «Капиллярная гидродинамика».
Автор более 250 научных работ, имеет ряд авторских свидетельств. Подготовил 34 кандидата и 10 докторов наук. Заслуженный профессор Московского университета (2002 г.).
Член Российского национального комитета по теоретической и прикладной механике, научных обществ GAMM и EUROMECH. Член редколлегии журнала «Вестник Московского Университета. Сер. 1. Математика. Механика».

## Награды
- Медаль «В ознаменование 100-летия со дня рождения Владимира Ильича Ленина» (1970 г.);
- медаль «Ветеран труда» (1987 г.);
- медаль «В память 850-летия Москвы» (1997 г.);
- медаль «60 лет Победы в Великой Отечественной войне 1941—1945 гг.» (2005 г.);
- почётный нагрудный знак Минвуза СССР «За отличные успехи в работе» (1986 г.);
- юбилейный нагрудный знак «250 лет МГУ им. М. В. Ломоносова» (2004 г.).

Имеет награды научных и общественных организаций: Федерации космонавтики СССР, Российской Академии Наук, Российской Академии Естественных наук, Международной Академии наук о природе и обществе, Российского Союза бывших несовершеннолетних узников фашистских концлагерей.

## Публикации
- Шкадов В. Я.  Некоторые методы и задачи теории гидродинамической устойчивости. — М.: Изд. МГУ, Ин-т механики, Научн. труды № 25, 1973.
- Шкадов В. Я.  Вычислительные машины и программирование. — М.: Изд-во МГУ, 1981.
- Шкадов В. Я., Запрянов З. Д.  Течения вязкой жидкости: учебное пособие для университетов. — М.: Изд-во МГУ, 1984.
- Шкадов В. Я., Запрянов З. Д.  Динамика вязкой жидкости (на болг. яз.). — София: Наука, 1986.
- Холпанов Л. П., Шкадов В. Я.  Гидродинамика и теплообмен с поверхностью раздела. — М.: Наука, 1990.
- Ахметов В. К., Шкадов В. Я.  Численное моделирование вязких вихревых течений для технических приложений. — М.: МГСУ, 2009.